# Демократическое движение Гренады
Демократическое движение Гренады (англ. Grenada Democratic Movement) — гренадская политическая организация 1983—1984 годов. Создана эмигрантами-антикоммунистами для борьбы против марксистского правительства. После американской интервенции и свержения режима перебазировалось на Гренаду. Перед выборами 1984 влилась в Новую национальную партию.

## Организация антикоммунистической эмиграции
В марте 1979 года на Гренаде был свергнут режим Эрика Гейри. К власти пришла партия Новое движение ДЖУЭЛ. Марксистское правительство Мориса Бишопа проводило прокоммунистическую политику. Многие активные оппозиционеры покинули остров.
Консолидировать антикоммунистическую эмиграцию взялся юрист Фрэнсис Алексис, обосновавшийся на Барбадосе. В мае 1983 Фрэнсис Алексис, математик Кит Митчелл, адвокат Майкл Сильвестр, литератор Стэнли Сайрус и агротехник Рейнольд Бенджамин провели совещание, по результатам которого было учреждено Демократическое движение Гренады (GDM).
Политические взгляды учредителей были весьма различны. Например, Алексис по политическому типу напоминал популиста Гейри, Бенджамин поддерживал партию Гейри GULP, либеральный демократ Сильвестр был активным противником Гейри, Митчелл ориентировался на консерватора Блейза. Однако платформа GDM не шла дальше свержения режима Бишопа и проведения свободных выборов, поэтому разногласия не проявлялись.
Членами GDM были в основном образованные выпускники карибских и американских вузов. Некоторые из них, подобно Сайрусу, подвергались репрессиям при режиме Бишопа. Однозначное лидерство в GDM принадлежало Алексису.

## Вступление в правоцентристский блок
В октябре 1983 в Новом движении ДЖУЭЛ произошёл межфракционный конфликт, в результате которого Бишоп и его сторонники были убиты, к власти пришла более радикальная группировка Бернарда Корда—Хадсона Остина. Несколько дней спустя началась интервенция США и «пяти восточнокарибских демократий» (в силах вторжения активную роль играл контингент с Барбадоса). Марксистский режим был свергнут.
В конце 1983 — начале 1984 политэмигранты, в том числе Фрэнсис Алексис вернулись на Гренаду. GDM легализовалось как партия. На конец 1984 были назначены всеобщие выборы. Таким образом, программные цели GDM оказались реализованы (хотя его практическое участие не было значительным).
Сторонники ДЖУЭЛ, объединившиеся в Патриотическое движение имени Мориса Бишопа, не имели никаких шансов. Но возникла реальная перспектива возвращения к власти Эрика Гейри, правление которого характеризовалось авторитарным произволом, террором Банды мангустов, личностными странностями правителя, «дважды наблюдавшего НЛО». Это не устраивало ни большую часть гренадского общества, ни администрацию США. Против Объединённой лейбористской партии Гейри была создана правоцентристская Новая национальная партия (NNP). В NNP вошли Национальная партия Гренады Герберта Блейза, Национально-демократическая партия Джорджа Бризана, Христианско-демократическая лейбористская партия Уинстона Уита и GDM Фрэнсиса Алексиса.
В декабре 1984 года NNP одеражала победу на выборах, Герберт Блейз стал премьер-министром. Фрэнсис Алексис в 1984—1987 был генеральным прокурором Гренады. Кит Митчелл с 1990 возглавил NNP, в 1995—2008 являлся главой правительства, после победы на выборах 2013 снова занял пост премьер-министра.
После создания NNP самостоятельная деятельность GDM прекратилась.

## Деятельность основателей
Фрэнсис Алексис в 1987 перешёл из NNP в Национально-демократический конгресс (NDC). Вторично занимал пост генпрокурора в 1990—1995. Сблизился с политическими наследниками Гейри, создал Демократическую лейбористскую партию—Народное лейбористское движение. Активно выступает против Кита Митчелла.
Майкл Сильвестр (скончался в 2006), Стэнли Сайрус (скончался в 1997) и Рейнольд Бенджамин (скончался в 2010) после 1983 вернулись к профессиональной деятельности. Рейнольд Бенджамин, ориентировался на традицию гейризма, являлся видным деятелем GULP.
В Демократическом движении Гренады состояли два будущих премьер-министра — Кит Митчелл (1995—2008 и с 2013) и Тиллман Томас (2008—2013). Интересно, что впоследствии они стали политическими противниками и возглавили противостоящие партии: Митчелл — NNP, Томас — NDC.
В политике Кита Митчелла отмечаются авторитарные черты. Критики премьера напоминают, что GDM к которому Митчелл в своё время принадлежал, создавалось для борьбы за демократию, против диктаторских тенденций.